# Smittia paranudipennis
Smittia paranudipennis är en tvåvingeart som beskrevs av Lars Zakarias Brundin 1947. Smittia paranudipennis ingår i släktet Smittia och familjen fjädermyggor. Arten är reproducerande i Sverige. Inga underarter finns listade i Catalogue of Life.